# シャルル・ド・ブロワ
シャルル・ド・ブロワ（Charles de Blois、1319年 - 1364年9月29日）は、フランス王国の貴族。シャティヨン家出身でブロワ伯ギー1世・ド・シャティヨンとマルグリット・ド・ヴァロワ（ヴァロワ伯シャルルの三女でフィリップ6世の妹）の子。マイエンヌ男爵、ギーズ領主であったが、ジャンヌ・ド・パンティエーヴルとの結婚によってパンティエーヴル伯とブルターニュのベリストル（摂政位）にもなった。

## 生涯
1337年6月4日、パリにてシャルルはジャンヌと結婚した。ジャンヌはパンティエーヴル伯ギーの娘でブルターニュ公ジャン3世の姪、アルテュール2世の孫娘にあたった。結婚の条件は、シャルル・ド・ブロワが子のないジャン3世の後継者となって公位を継承することだった。
ジャン3世は存命中に自分の後継を明確にしなかったため、1341年の彼の死によって、2派にわかれて競争する23年間におよぶ血なまぐさい戦争が引き起こされた（ブルターニュ継承戦争）。コンフランの裁定により、フィリップ6世は甥シャルルをブルターニュ摂政にしてブルターニュ公であると認定し、彼の忠誠を受け入れた。ほとんどの領主や男爵らが自分たちの主権者の相続人シャルルに対して忠誠を誓わなければならないが、ジャン3世の異母弟でジャンヌの叔父ジャン・ド・モンフォールは自らが公国の継承者だと主張した。
1341年10月、シャルルはノルマンディー公にしてフランス王位継承予定者ジャン（後のジャン2世）と共にジャン・ド・モンフォールに対して公国への権利を主張すべく進軍した。
1344年、シャルルはカンペールを攻略したが、3年後の1347年6月18日、ラ・ロッシュ＝デリアンの戦いでイングランド軍の捕虜となった。彼がロンドン塔に投獄されている間、妻のジャンヌ・ド・パンティエーヴルがジャンヌ・ド・フランドル（ジャン・ド・モンフォールの妻）との戦いを続けていた。イングランドでほぼ9年間囚われの身であった彼は1356年8月10日に釈放された。釈放にあたって70万フローリンの身代金支払いを約束させられているが、彼が戦死する前に一部の支払いが行われている。
この長い戦いの間に、時のフランス王はブロワ側を支持し、イングランド側はモンフォール側を支持した。戦争開始から23年経った1364年9月29日にシャルルはオーレの戦いで戦死した。これが切っ掛けで翌1365年にゲランド条約が締結、ジャン・ド・モンフォールの息子がブルターニュ公ジャン4世と認められ、彼の家系であるモンフォール家が継承、後継者が絶えた場合はシャルルとジャンヌ・ド・パンティエーヴル夫妻の子孫に移ることなどが決められた。
ロンドン塔に投獄されていた約9年間の彼の献身のため、1904年にシャルルはカトリック教会から列福された。

## 子女
ジャンヌ・ド・パンティエーヴルとの間に以下の子をもうけた。
- ジャン1世・ド・シャティヨン（1340年 - 1404年） - パンティエーヴル伯
- ギー - イングランドに人質として送られ、当地で死亡
- アンリ（1400年没）
- マリー（1345年 - 1404年） - アンジュー公ルイ1世・ダンジューと結婚
- マルグリット（1353年没） - 1351年にアングレーム伯シャルル・ド・ラ・セルダと結婚